# Position relative
En mathématiques, la position relative de deux courbes de fonctions numériques est la description des domaines sur lesquels une des fonctions est supérieure à l'autre. Si ces deux fonctions sont continues sur un même intervalle réel, chacun de ces domaines est une réunion de sous-intervalles séparés par les abscisses des points d'intersection des deux courbes.

## Définition
Si {\displaystyle f} et {\displaystyle g} sont deux fonctions définies sur un même intervalle et à valeurs réelles, la courbe représentative de {\displaystyle f} est dite au-dessus de celle de {\displaystyle g} sur un sous-intervalle {\displaystyle J} si pour tout {\displaystyle x} de {\displaystyle J} :
{\displaystyle f(x)\geq g(x).}
La courbe représentative de {\displaystyle f} est dite en dessous de celle de {\displaystyle g} sur {\displaystyle J} si pour tout {\displaystyle x} de {\displaystyle J} :
{\displaystyle f(x)\leq g(x).}
Les points d'intersection des deux courbes sont ceux d'abscisse {\displaystyle x} tels que {\displaystyle f(x)=g(x)}.